# Botung (Padang Bolak)
Botung is een bestuurslaag in het regentschap Padang Lawas Utara van de provincie Noord-Sumatra, Indonesië. Botung telt 93 inwoners (volkstelling 2010).